# المغامرون الأبطال
المغامرون الأبطال مسلسل أنمي ياباني من إنتاج استديوهات كوكوساي إيغاشيا عام 1983 .

## روابط خارجية
- المغامرون الأبطال على موقع ANN anime (الإنجليزية)